# Pascal Razakanantenaina
Pascal Razakanantenaina (Mahajanga, Madagascar, 19 de abril de 1987) es un futbolista de Madagascar que juega en las posiciones de defensa central y centrocampista con el AS Excelsior de la Primera División de las Islas Reunión.

## Carrera

### Club
| Periodo   | Club                |
| --------- | ------------------- |
| 2006-2009 | St Michel United FC |
| 2009–2011 | CS Avion            |
| 2011–2014 | Calais RUFC         |
| 2014–2018 | Arras Football      |
| 2018–2024 | JS Saint-Pierroise  |
| 2024-     | AS Excelsior        |

### Selección nacional
Jugó para Madagascar en 40 ocasiones de 2007 a 2021 y anotó dos goles; participó en los Juegos del Océano Índico de 2007 y en la Copa Africana de Naciones 2019.
| No | Fecha      | Sede                                               | Rival   | Marcador | Resultado | Torneo                                                  |
| -- | ---------- | -------------------------------------------------- | ------- | -------- | --------- | ------------------------------------------------------- |
| 1. | 3-9-2016   | Estádio 11 de Novembro, Luanda, Angola             | Angola  | 1–0      | 1–1       | Clasificación para la Copa Africana de Naciones de 2017 |
| 2. | 11-11-2017 | Stade Municipal Saint-Leu-la-Forêt, París, Francia | Comoras | 1–0      | 1–1       | Amistoso                                                |

## Logros

### Club
- Seychelles First Division: 2007, 2008
- Seychelles FA Cup: 2006, 2007, 2008, 2009
- Réunion Premier League: 2018, 2019
- Coupe de la Réunion: 2018, 2019

### Individual
- Mejor equipo de la segunda ronda de la Copa Africana de Naciones 2019.[3]

### Distinciones
- Knight Order of Madagascar: 2019[4]